# Sbor pověřenců 11. dubna 1945 – 18. září 1945
Sbor pověřenců 11. dubna 1945 – 18. září 1945 působil jako vládní orgán na osvobozeném území Slovenska na konci druhé světové války a v bezprostředně poválečném období od dubna do září 1945. Šlo v pořadí o pátý Sbor pověřenců.

## Složení Sboru pověřenců
- pověřenec pro věci vnitřní:
  - Gustáv Husák
- pověřenec pro zemědělství a pozemkovou reformu:
  - Martin Kvetko
- pověřenec pro finance:
  - Tomáš Tvarožek
- pověřenec pro informace:
  - Michal Chorváth
- pověřenec pro průmysl a obchod:
  - Ján Púll
- pověřenec pro spravedlnost:
  - Ivan Štefánik
- pověřenec pro výživu a zásobování:
  - Michal Pálka
- pověřenec pro dopravu a veřejné práce:
  - Kornel Filo
- pověřenec pro pošty:
  - Ján Ševčík
- pověřenec pro sociální péči:
  - František Komzala
- pověřenec pro školství a osvětu:
  - Ladislav Novomeský
- pověřenec pro zdravotnictví:
  - Viliam Thurzo